# ستاره‌خوار
ستاره‌خوار (نام علمی: Astronesthes) نام یک سرده از تیره لق‌دهانان است.

## نگارخانه

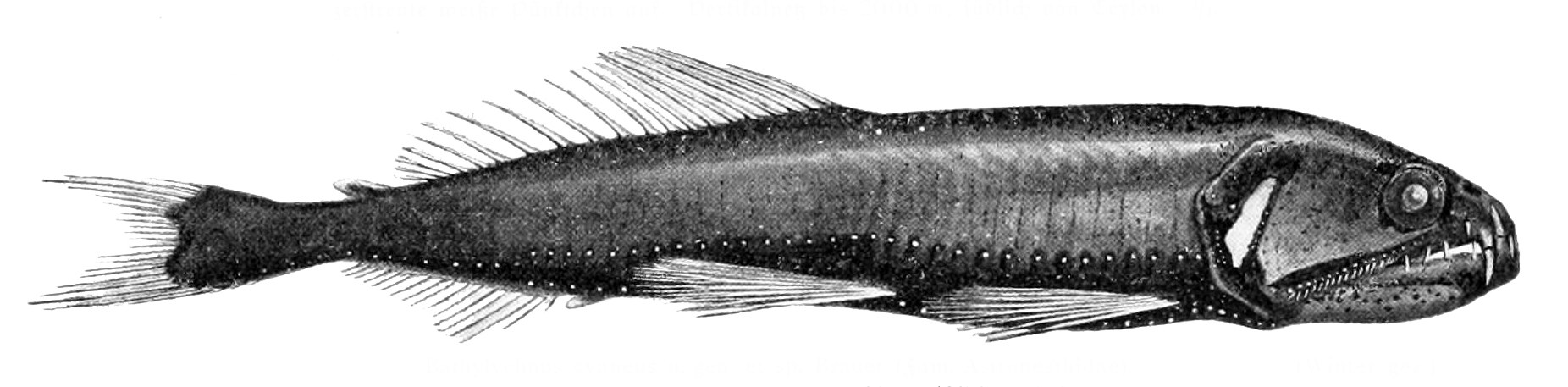
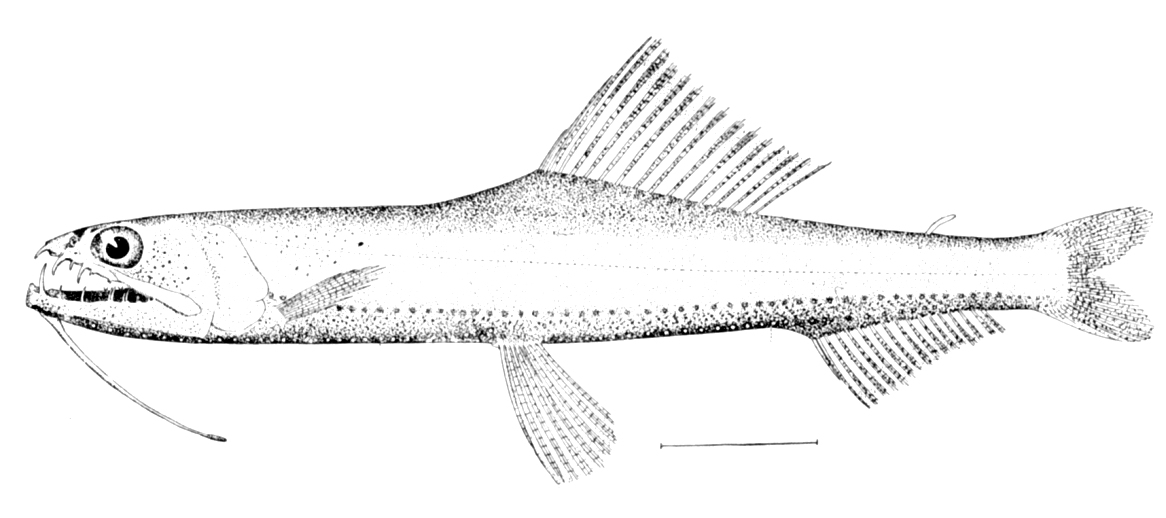
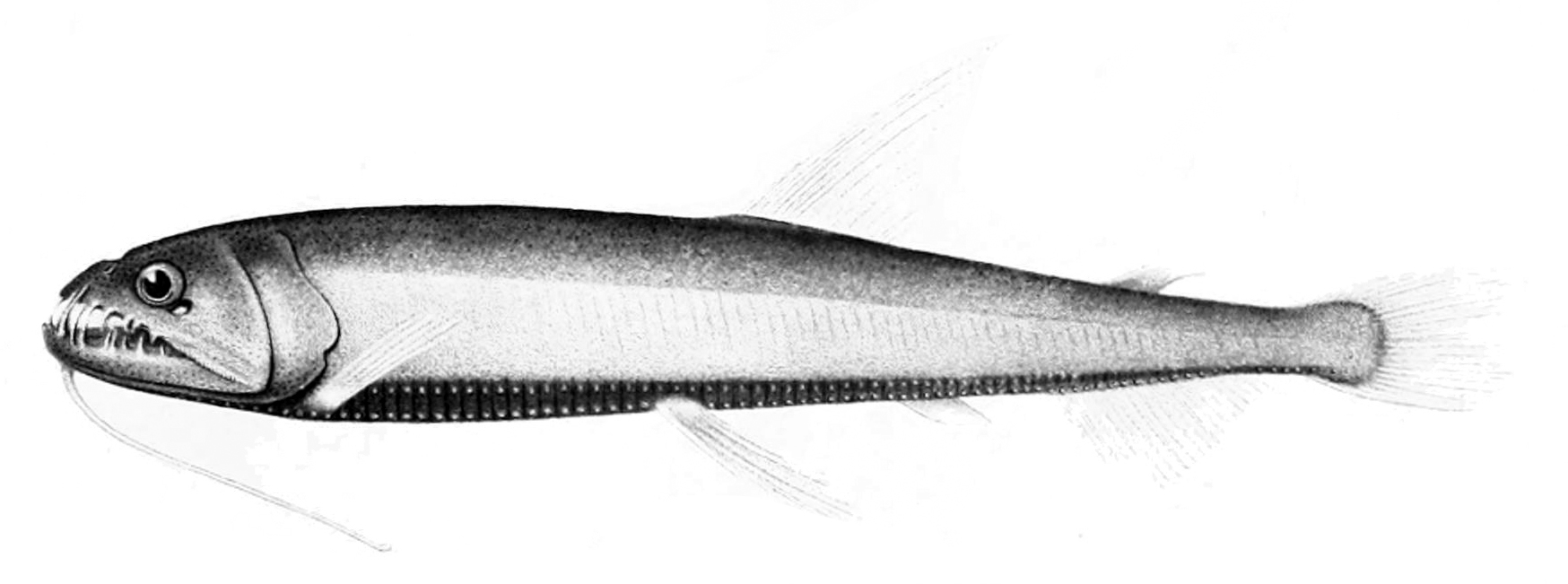
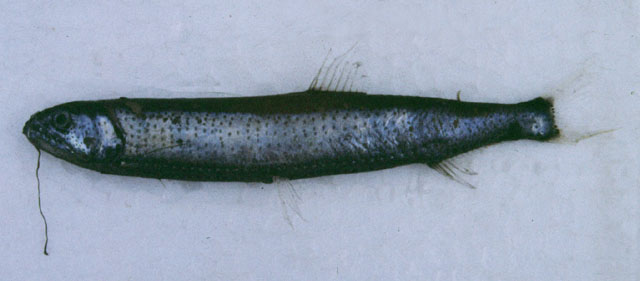
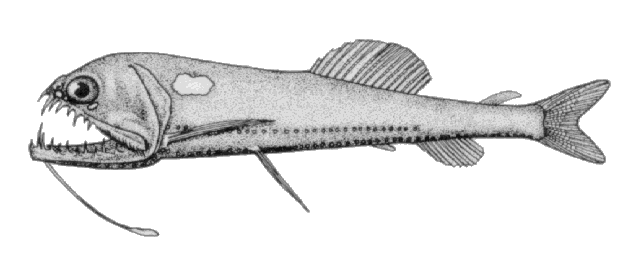
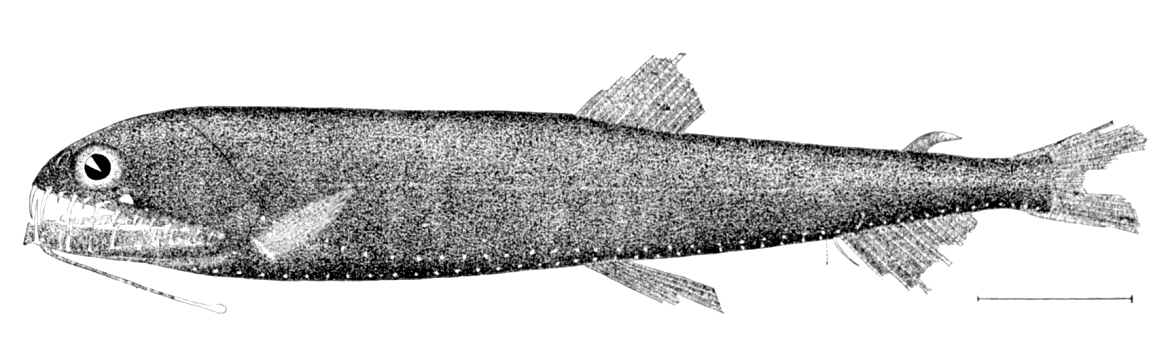
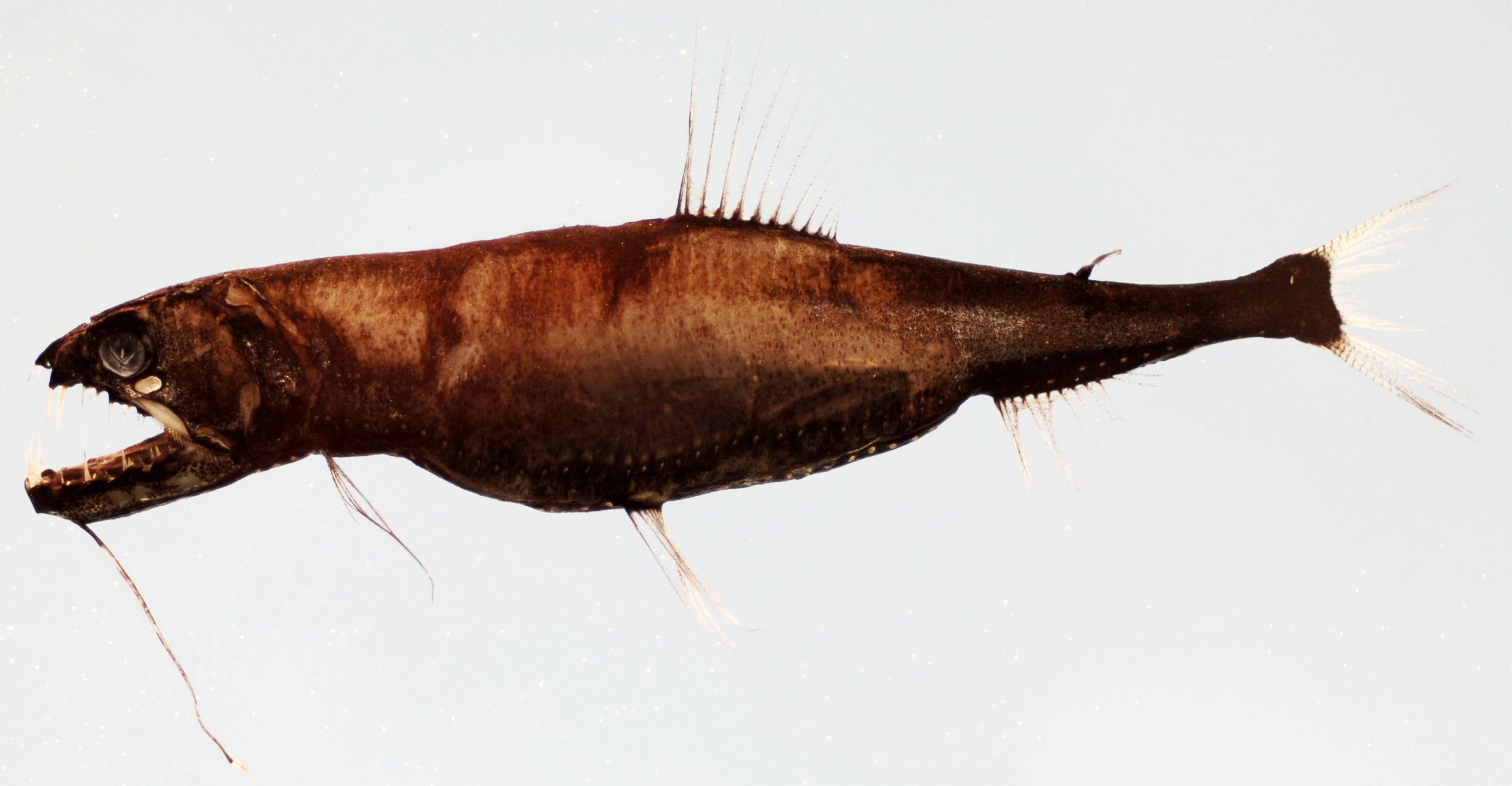
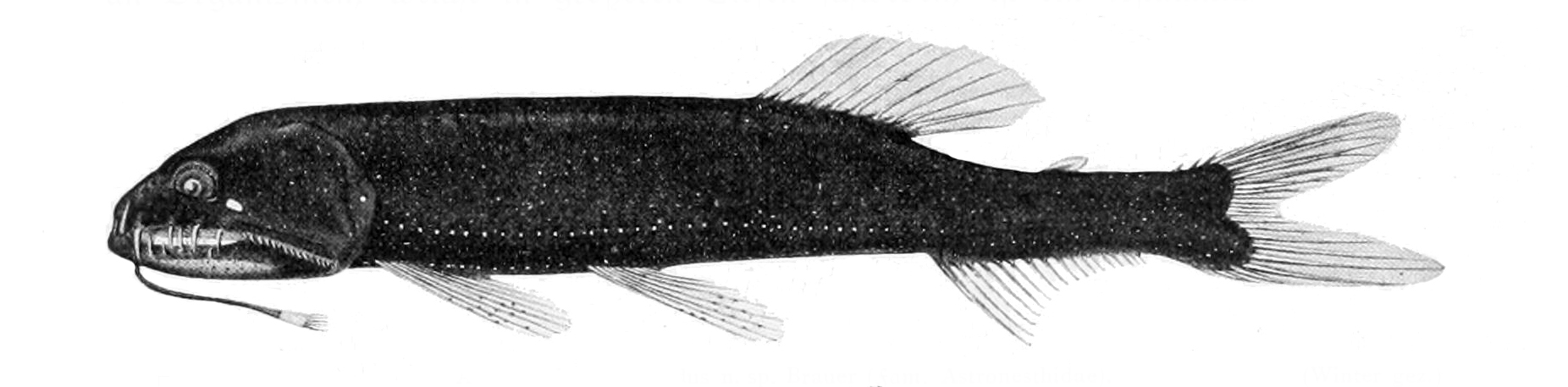